# Protoxerini
Protoxerini — триба гризунів родини Вивіркові (Sciuridae). Представники триби поширені в Африці.

## Класифікація
До триби відносять 6 родів з 30 видами:
- Epixerus (1 вид)
- Funisciurus (9 видів)
- Heliosciurus (6 видів)
- Myosciurus (1 вид)
- Paraxerus (11 видів)
- Protoxerus (2 види)